# Aspona bullata
Aspona bullata är en insektsart som beskrevs av Carl Stål. Aspona bullata ingår i släktet Aspona och familjen hornstritar. Inga underarter finns listade i Catalogue of Life.